# San Lucas (Kalifornia)
San Lucas – jednostka osadnicza w Stanach Zjednoczonych, w stanie Kalifornia, w hrabstwie Monterey.